# Dödszonen

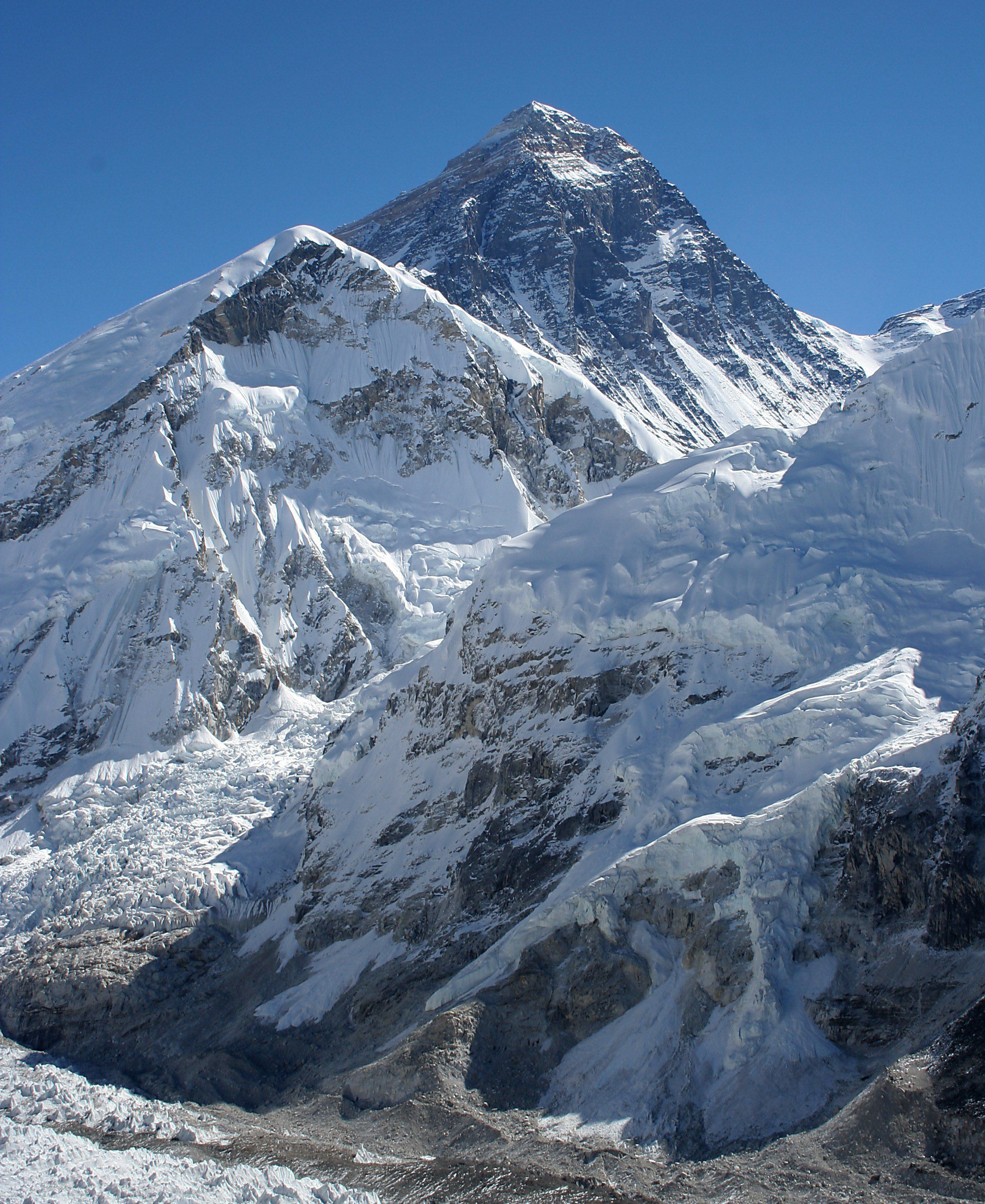
Toppen av Mount Everest ligger ungefär 850 meter över dödszonen.

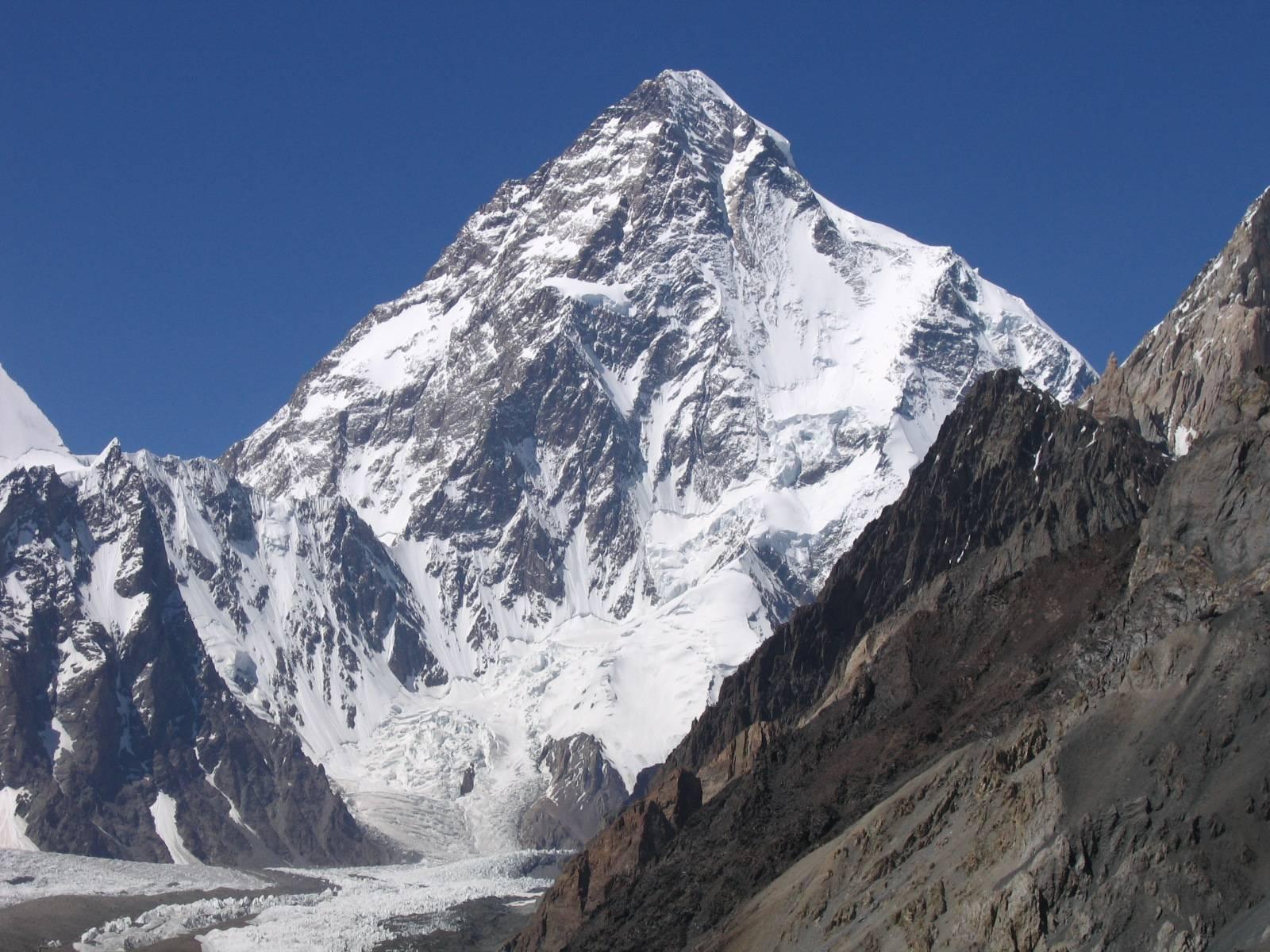
Världens näst högsta berg, K2, ligger ungefär 611 meter över dödszonen.

Dödszonen hänför sig till altituder över en viss punkt, där mängden syre är otillräcklig för att varaktigt upprätthålla ett normalt mänskligt liv. Denna punkt anges ofta som 8 000 m.ö.h (26 000 fot, mindre än 356 millibar i atmosfärstryck). Begreppet "dödszon" myntades 1953 i en artikel av den schweiziska läkaren Edouard Wyss-Dunant.
På höjder lägre än dödszonen kan i viss mån en gradvis anpassning ske till det låga lufttrycket, men med stigande höjd blir detta till slut omöjligt. En längre vistelse i zonen utan extra syrgas kommer att resultera i försämring av kroppsfunktioner, senare förlust av medvetandet, och slutligen att personen avlider.
Många dödsfall av bergsklättring vid höga höjder har orsakats av effekterna av dödszonen, antingen direkt genom förlust av vitala funktioner  som andning, blodcirkulation eller medvetande, eller indirekt genom felaktiga beslut som fattas genom kombinationen av nedsatt omdöme på grund av låg syrehalt och den fysiskt ansträngande och riskfyllda klättringen.
Forskare vid High Altitude Pathology Institute i Bolivia har ifrågasatt förekomsten av en dödzon vid 8 000 m, då de observerat hur patienter med kronisk höjdsjuka samt normala foster i utero kunnat undvika att utveckla hypoxi vid liknande nivåer av partialtryck för syre som förekommer till exempel på Mount Everest.